# Musca larvarum
Musca larvarum är en tvåvingeart som först beskrevs av Giovanni Antonio Scopoli 1763.  Musca larvarum ingår i släktet Musca och familjen parasitflugor.
Artens utbredningsområde är Slovenien. Inga underarter finns listade i Catalogue of Life.